# Arisco
Arisco é uma marca brasileira de produtos alimentícios, pertencente à multinacional anglo-neerlandesa Unilever.
Entre os anos de 1969 e 2000, a Arisco foi uma grande empresa brasileira atuante no setor de gêneros alimentícios, produtos de higiene pessoal e limpeza.

## História
Foi fundada em 1969, com uma produção de tempero em pasta (sal temperado). Desde então, no início da década de 1970, além da pasta, a Arisco entrou em franca expansão, comprando outras empresas da área de alimentos.
Nas décadas de 1980 e 1990, a marca já em visão nacional, passou a fabricar atomatados, caldos e sopas, amido de milho, pó para refresco, achocolatado, maionese, mostarda, catchup e macarrão instantâneo. Nesta época, a linha Arisco começou a ser exportada para vários países.
Neste período, a Arisco Industrial, seu nome empresarial na época, realizou as seguintes aquisições:
 • 1992 - Colombo (indústria e marca de geleias de mocotó).
 • 1993 - Rabechi & Cia (produtos de limpeza Biju).
 • 1993 - Beira Alta (marca de molhos e conservas).
 • 1994 - Kinoko (marca de conservas finas).
 • 1995 - Inbasa (marca de geleias de mocotó).
 • 1996 - Pardelli & Cia (fabricante e então detentora das marcas Assolan e Pertuto).
 • 1997 - Copisi (Argentina, possuía três fábricas de alimentos no seu país).
 • 1997 - Palmeiron (marca de molhos e conservas).
No ano de 1995, o Goldman Sachs, um dos maiores bancos de negócios dos Estados Unidos, vira sócia da Arisco ao adquirir 20% da empresa por 70 milhões de dólares.
Em 1998, a Arisco inaugura sua quarta fábrica de alimentos na Argentina, visando a produção de azeites de oliva e conservas.
Em fevereiro de 2000, foi vendida por João Alves de Queiroz Filho para o grupo estadunidense Bestfoods, por meio da Refinações de Milho Brasil (RMB) por 490 milhões de dólares, que por sua vez foi adquirida no mesmo ano pela Unilever.  

## Antigos bens vendidos
A Arisco, enquanto empresa (1969 - 2000), foi dona de várias marcas de bens de consumo, como Mágico (achocolatado), Frisco (refrescos em pó), Palmeiron (condimentos), Assolan (esponjas de aço e de limpeza) e Biju (Lava roupas e produtos de limpeza). Devido ao desinteresse de sua nova controladora, Unilever, pelos tais mercados, a primeira foi revendida para a PepsiCo, fabricante de Toddy. A segunda, foi vendida em 2009 ao grupo potiguar Santa Clara, fabricante dos cafés Santa Clara e Três Corações. A terceira foi vendida para o grupo pernambucano ASA. Já a quarta foi revendida para João Alves de Queiroz Filho, antigo controlador da Arisco, no ano de 2002, no príncipio da atual Hypermarcas. A quarta marca foi extinta.

## Arisco atualmente
A Arisco ainda existe, porém apenas como uma marca da Unilever. Atualmente, a marca oferece produtos como temperos, caldos, sopas, maioneses, geleias entre outros.